# 圣让德拉艾兹
圣让德拉艾兹（法語：Saint-Jean-de-la-Haize，法語發音：[sɛ̃ ʒɑ̃ də la ɛz]）是法国芒什省的一个市镇，属于阿夫朗什区。

## 地理
圣让德拉艾兹（48°42'15"N, 1°21'39"W）面积8.95 平方千米，位于法国诺曼底大区芒什省，该省份为法国西北部沿海省份，西、北、东北三面环大西洋，东起顺时针与卡爾瓦多斯省、奧恩省、马耶讷省和伊勒-维莱讷省接壤。
与圣让德拉艾兹接壤的市镇（或旧市镇、城区）包括：叙布利尼、阿夫朗什、沙瓦、洛利夫、勒吕奥、马尔塞莱格雷沃、蓬村。

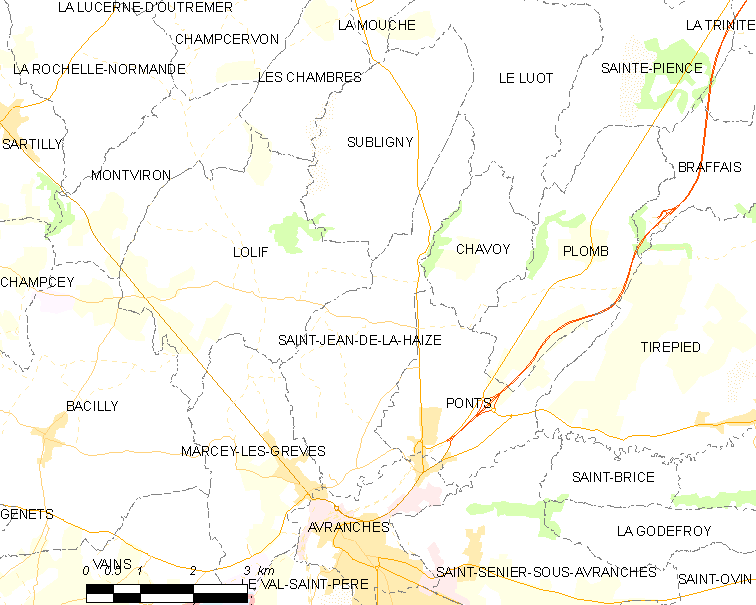
圣让德拉艾兹的OSM定位图

圣让德拉艾兹的时区为UTC+01:00、UTC+02:00（夏令时）。

## 行政
圣让德拉艾兹的邮政编码为50300，INSEE市镇编码为50489。

## 政治
圣让德拉艾兹所属的省级选区为阿夫朗什县。

## 人口

1962-2008年间圣让德拉艾兹人口变化图示

圣让德拉艾兹于2022年1月1日时的人口数量为538人。